# Tapetosa darwini
Genre
Espèce
Tapetosa darwini, unique représentant du genre Tapetosa, est une espèce d'araignées aranéomorphes de la famille des Lycosidae.

## Distribution
Cette espèce est endémique d'Australie-Occidentale. Elle se rencontre dans la Wheatbelt.

## Description
Le mâle holotype mesure 21,88 mm.

## Étymologie
Cette espèce est nommée en l'honneur de Charles Darwin.

## Publication originale
- Framenau, Main, Harvey & Waldock, 2009 : Tapetosa, a new monotypic wolf spider genus from Western Australia. Records of the Western Australian Museum, vol. 25, p. 309-314 (texte intégral).